# La mujer del chatarrero
La mujer del chatarrero (en bosnio, Epizoda u životu berača željeza) es una película dramática bosnia de 2013 escrita y dirigida por Danis Tanović. La película se estrenó en competición en el 63.ª Festival Internacional de Cine de Berlín, donde ganó el Gran Premio del Jurado y Nazif Mujić ganó el Oso de Plata al Mejor Actor. Se proyectó en la sección Contemporary World Cinema del Festival Internacional de Cine de Toronto de 2013. La película fue seleccionada como la entrada bosnia a la Mejor Película en Lengua Extranjera en la 86.ª edición de los Premios de la Academia, por lo que fue preseleccionada en enero.

## Argumento
Un Roma vidas familiares en la Bosnia-Herzegovina de Herzegovina. Nazif salvages Metal de coches viejos, vendiéndolo a un scrapmetal-comerciante. Su socio, Senada, es un housewife quién vigila sus dos hijas pequeñas. Un día, siente un dolor de estómago agudo . En el hospital, está dicha su unborn el niño ha muerto y, para impedir septicaemia,  tenga que tener una operación urgentemente. Aun así, sin fondos o seguro, no pueden proporcionar tratamiento. El par busca desesperadamente para levantar los fondos necesarios antes de que  es demasiado tarde.
La película es interpretada por un elenco de actores no profesionales que recrean un episodio de sus propias vidas.

## Reparto
- Nazif Mujić como Nazif
- Senada Alimanović como Senada
- Šemsa Mujić como Šemsa
- Sandra Mujić como Sandra